# Granön (vid Pernå, Lovisa)
Granön är en ö i Finland. Den ligger i Finska viken och i kommunen Lovisa i den ekonomiska regionen  Lovisa i landskapet Nyland, i den södra delen av landet. Ön ligger omkring 65 kilometer öster om Helsingfors.
Öns area är 58,2 hektar och dess största längd är 1,5 kilometer i sydöst-nordvästlig riktning. Ön höjer sig omkring 30 meter över havsytan. I omgivningarna runt Granön växer i huvudsak blandskog.